# 해럴드 워싱턴
해럴드 워싱턴(Harold Washington, 1922년 4월 15일 ~ 1987년 11월 25일)은 아프리카계 미국인 처음으로 시카고의 시장(1983~1987)을 지낸 미국의 정치인이다.

## 어린 시절과 교육
시카고가 아직도 공화당의 거점이었을 무렵 도시의 인종적으로 분리된 사우스 사이드에서 태어났다. 그의 부친 로이 워싱턴 시니어는 지역의 몇몇 흑인 민주당원들 중의 하나였다. 워싱턴 장로는 켄터키주의 작은 시골로부터 시카고로 올라와 낮마다 식육제관업에 일하고 밤에 로스쿨을 다녔으며 자신의 정당을 위하여 흑인 투표인 모집을 당당한 민주당 구역 대장을 지냈다. 졸업 후, 그는 단독의 법률 업무를 시작하여 사우스 사이드 경찰서에서 근무한 검사보로서 도시 직업에 상륙하기 전에 몇년간 고생을 했다.
어린이로서 해럴드는 흑인 정치 엘리트들에 둘러싸여 자라와 민주당 조직을 위하여 심부름을 하였다. 14세의 나이까지 그는 구역에서 자신의 부친을 돕고 있었다. 뒤사블 고등학교에서 그는 자신의 끊임없는 독서와 운동 능력으로 유명하여 1939년 도시 전역 육상 모임에서 110 야드 허들을 우승하였다. 더 이상 학업에 지장이 없다고 주장한 워싱턴은 자신의 주니어와 시니어 세월 사이에 중퇴하였다.
워싱턴은 자신의 부친이 지방 재무부에서 사무직을 재공하는 데 인맥을 이용하기 전에 포장 공장에 일하러 갔다. 19세의 나이에 그는 자신의 건물에 살던 소녀 도로시에게 결혼하였다. 7개월 후, 일본이 진주만을 공격하자 그는 미국 육군 항공대로 징집되어 남태평양에서 선임하사 계급으로 끝났다. 임무 사이에 그는 자신의 고등학교 동등 학위를 얻었다.
1945년 귀국한 그는 고등교육에 대담한 실험이었던 새로운 단과대학 루스벨트 대학교에 입학하였다. 다운타운 시카고의 전 호텔/사무실 건물에 위치한 이 대학은 국가에서 인종적으로 합쳐진 몇몇의 학교들 중의 하나였다. 그 일은 워싱턴에게 그의 백인들과 지속적인 접촉을 주었다. 그는 심각한 학생이 되어 열심히 일하고 전념하였고 95 퍼센트가 백인들이었던 자신의 급우들에 의하여 1949년 시니어 학급 회장으로 선출되었다.
졸업 후, 그는 노스웨스턴 대학교의 로스쿨에 수학하여 1952년 졸업하고 자신의 부친과 함께 법조계에 들어갔다. 홀 건너편은 전 올림픽 단거리 육상 선수이며 도시에서 가장 인기 있던 흑인 인물로 새로운 감시 위원이자 구청장 랠프 멧커프의 사무소였다. 1954년 워싱턴의 부친이 사망한 후, 멧커프는 아들 워싱턴에게 그가 민주당 구역 대장으로서 그의 부친의 임무들을 차지한 상태에 도시 부검사로서 직업을 주었다.

## 정치에 빠져들다
워싱턴은 빠르게 정치가 자신의 진실적인 직업이었다는 것을 발견하였다. 곧 그는 자신의 사무소보다 구역에서 일하는 데 더욱 많은 시간들을 보내고 있었으며 멧커프의 감시 서기와 감시국의 청년 민주당 단체의 우두머리가 되었다. 그는 민주당에서 가장 충성적인 친기계 조직들 중의 하나로 제3선거구를 건설하는 도움을 주어 각각의 선거에 효과적으로 투표를 진행하였다.
이 일은 1955년부터 1976년 자신의 사망까지 시카고를 통치한 시장 리처드 J. 데일리의 시대였다. 그의 민주당은 마지막, 거대한 큰 도시 정치의 기계였다. 그것은 그의 찬성 없이 시카고에서 아무 일도 일어나지 않았다고 말해졌다. 당의 권력의 궁긍적인 근원은 워싱턴 같은 충성적인 근로자들을 보상하는 데 통제되고 능숙하게 사용된 수천개의 후원 직업들이었다.
시카고를 국가의 가장 인종적으로 분리된 도시로서 수많은 연구 결과가 나왔음에도 불구하고 유권자의 일부가 아무것도 지방 아프리카계 미국인 공동체보다 데일리의 엄지 손가락 아래 없었다. 데일리의 충성자들은 공공 주택 프로젝트, 지역 복지 단체와 그들 가운데 세어진 다수의 흑인 설교자들을 운영하였다. 1963년 시장 선거에서 멧커프와 워싱턴의 제3선거구 시장 소유를 제외한 다른 감시보다 데일리의 성공적인 재선을 위하여 더욱 많은 표를 얻었다.

## 독립성을 키우며
이어진 해에 워싱턴은 사우스 사이드 구역으로부터 일리노이주 하원 의원으로 선출되었다. 1965년부터 1976년까지 자신의 6개 기간들 동안 그는 자주 기계 승인 법안들에 대항하여 투표하고 입법의 첫 흑인 간부 회의를 결성하는 도움을 주면서 자신의 정치적 독립성을 배우기 시작하였다. 그는 혁신적인 입법가이자 유창한 연설가로 명성을 얻기 시작하여 소비자 보호 법안, 공정한 주택 법전과 광범위한 시카고의 흑인 인구에 대한 경찰의 잔혹행위 혐의를 조사하는 데 시민 심사위원회를 후원하였다. 아직도 그는 소위 기계에 대한 흑인 투표를 밝혀는 데 각각의 선거에 시카고로 돌아로려고 했다.
1976년 데일리는 사망하였다. 이어진 해에 그를 대체하는 데 열린 특별 시장 선거에서 워싱턴은 투표의 11 퍼센트 만으로 거리적 3위에 와 흑인 투표인들 중에 마저 패하였다. 그러나 〈프레리에 화재 ː 시카고의 해럴드 워싱턴과 인종의 정치〉에서 저자 게리 리블린에 의하면 그는 흑인 저널리스트들의 단체에 "난 그 빌어먹을 민주당 조직 밖에 있으면서 행운을 빈다."고 말하면서 패배로 응답하였다고 한다.
1977년 워싱턴은 일리노이주 상원으로 옮겨 1980년을 통하여 거기에 지냈다. 11번이나 그의 동료들은 그를 10명의 최고 주의 입법자들 중의 하나로 투표하였다. 그는 자신이 1980년 의회 예비 선거에서 가까스러 민주당 후보를 물리쳤을 때 시카고의 당에 대한 복수를 했고 그러고나서 자신의 공화당 후보를 상대로 투표의 92 퍼센트와 함께 의석을 이겼다. 보수적인 레이건 시대에 자유주의 민주당원으로서 워싱턴은 꾸준히 사회 복지 사업에 제안된 삭감과 군사 지출에 상승을 반대하였다. 그는 1965년 선거권법을 넓히는 데 의회에서 싸움을 이끌어 레이건의 첫 기간의 가장 중요한 민권 승리에 결과를 가져왔다. 의회적 분기별은 반레이건 투표에서 전체 435명의 하원들 중에 그를 5위로 놓았다.
국회의원이 된 것은 그에게 평생의 꿈을 이룬 일이었다. 시카고의 끝없는 정치적 싸움으로부터 해방되고 1982년 투표의 97 퍼센트와 함께 재선된 그는 국민들에게 자신이 의회에서 자신의 경력의 나머지를 보낼 것에 행복할 것을 말하였다. 그러나 흑인 시카고 시민들은 다른 아이디어를 가졌다.

## 변화를 위한 십자군
도시의 큰 흑인 공동체에서 다른 파편들은 회의를 하고 1983년 흑인 시장을 선출하는 데 계획을 세우고 있었다. 한번은 흑인 민족주의자, 흑인 공동체 활동가와 흑인 기업인들은 조합에서 일하기로 약속하고 있었으며 상호 적대자 제인 번에 의하여 함께 데려와졌다.
많은 유색인들은 1979년 번의 "반기계" 시장 후보직에서 그녀를 지지하여 그녀가 민주당 예비 선거를 이기는 도움을 주었다. 아프리카계 미국인 투표인들은 도시 통제의 후원직들의 공평한 나눔, 향상된 지방 자치 서비스와 자신들의 공동체로 기울여진 더욱 많은 관심을 위하여 희망하였다. 그러나 한번 그녀가 시장이 되었을 때 번은 시카고 민주당 조직과 화해하여 기계 시의원 에드워드 브르돌리야크가 지방 민주당 의장이 되는 도움을 주었다. 답례로 브르돌리야크는 시의회에서 그녀의 원내 대표가 되었다. 새로운 도시 직업들을 위하여 번스의 아프리카계 미국인들 기용은 자신의 첫 2년에 47 퍼센트에서 1982년 28 퍼센트로 떨어졌다. 최후의 결정타는 인종 균형을 무너뜨리는 데 도시의 큰 공공 주택 프로젝트들의 담당에 시카고 주택 당국의 통치부로 그녀의 충분한 백인들의 임명이었다.
지방 흑인 지도자들은 1982년 도시의 여름 오락 축제 시카고페스트의 성공적인 보이콧을 결성하면서 응답하였다. 그러고나서 그들은 이웃 교회들에서는 물론 흑인 통치의 언론과 라디오 방송국에서 번에 대한 분노를 샀다.
워싱턴은 흑인 후보가 되는 데 접근되었다. 항상 날카로운 정치인이던 그는 흑인 투표 등록이 백인들보다 뒤쳐져 있다는 것을 깨달았다. 한 회의에서 그는 "나에게 50,000명의 새로운 투표인들을 주시오"라며 "그리고 난 출마할 것입니다"라고 말했다. 지방 결성자들은 도전을 받아들이고 1982년 11월까지 100,000명 이상의 새로운 흑인 투표인들이 등록되었다. 그달의 선거에서 시카고의 흑인 선거구들은 65 퍼센트의 유권자 투표일과 함께 기록을 세웠다. 결국 자신이 필요할 지지를 확신한 워싱턴은 "우리는 83년에 보게 될 것이다"라는 것을 발언한 연설과 함께 자신의 후보직을 공고하였다.
민주당 예삐 선거에서 그의 상대들은 번 시장과 쿡군의 지방 검사이자 전 시장의 아들 리처드 M. 데일리였다. 둘다 흑인 공동체 외부에서 훨씬 잘 알려졌고 자신들의 캠페인들을 위하여 쓸 더욱 많은 돈을 가졌다.
그러나 워싱턴의 캠페인은 특히 그가 이른 연설에서 "이제 우리의 차례다."라고 권고한 후, 흑인 공동체에서 종교적 십자군의 신속하게 측면을 받아들였다. 추가적인 30,000명의 흑인인들이 투표하는 데 등록하여 한해에 흑인 등록에서 25 퍼센트 증가를 이루고 아프리카계 미국인들을 도시 인구의 자신들의 퍼센티지로 동등한 등록된 투표인들의 40 퍼센트로 가져왔다.
파란색의 워싱턴 캠페인 버튼들은 흑인들 자존심의 원천이 되었다. 열광한 관중들은 흑인 교회들과 주택 프로젝트들에서 그의 출연들을 인사하였고, 종종 백인 정치인들에게 낮선 중지를 하여 "해-럴드, 해-럴드"라고 노래하였다. 워싱턴은 또한 도시의 흑인 지향의 라디오 방송국들에 자신의 빈번한 방송 시간의 효과적인 이용을 이루기도 했다.
그럼에도 불구하고 그는 단순한 흑인 후보자 이상으로 출마하여 도시 정부를 개혁하고 낡은 민주당 조직을 파괴하는 데 맹세했다. 그는 후원 시스템을 없애고, 경찰에 대한 불만을 듣는 데 시민 심사위원회를 설립하고 경제 개발을 통하여 지방 이웃들에 활력을 불어넣는 것에 다짐하였다. 4개의 텔레비전으로 방송된 토론들은 웅변가로서 자신의 우월성을 분명히 확립하면서 유권자들 사이에서 그의 입후보를 정당화하는 데 도움을 주었다.
선거 전 여론조사에서 자신들이 미끄러지는 것을 본 데일리와 번은 서로를 찔렀다. 2월 22일 선거 전 주말에 민주당 의장 브르돌리야크는 백인 구역 주장들의 단체를 동원하는 데 모색하였다. 저자 게리 리블린이 말한대로 그가 "그것은 인종 문제입니다. 농담을 하지 말아요 ... 우리는 도시를 있는 그대로 유지하기 위해 싸우고 있습니다."고 말했을 때 2명의 기자들이 회의로 몰래 들어갔던 것을 알지 못했다고 한다.
그의 말들은 역효과를 내어 더욱 나가서 대신 흑인 투표들에게 동기를 부여하였다. 선거의 날에 등록된 유권자들의 72 퍼센트가 투표하였다. 그것은 가까운 경주였댜. 워싱턴은 120만 출연자들 중에 33,00개의 투표를 얻어 번스의 34 퍼센트와 데일리의 30 퍼센트에 투표의 36 퍼센트를 가져갔다. 후자의 두 후보들은 백인 투표를 거의 50 대 50으로 갈라놓았다. 워싱턴은 흑인들의 투표의 85 퍼센트를 얻었고 백인들의 한표도 얻지 못한 채 승리할 수 있었다.

## 얼띤 선거에 반발
시키고에서 민주당 시장 예비 선거에서 승리는 1927년 이래 도시의 약한 공화당이 시장을 선출하지 않았던 이래 선거와 다름 없었다. 워싱턴의 상대는 인종을 문제로 삼지 않겠다고 다짐한 전 주의 입법자 버나드 엡턴이었다. 하지만 많은 다른이들은 다른 아이디어를 가졌다 엡턴의 캠페인은 곧 현금 기부와 외부 정치 조언자들로 넘쳐났다. 민주당이 공식적으로 워싱턴을 지지했어도 당의 14명의 백인 위원회 회원들 중에 8명은 엡턴을 지지하였다. 남은 6명 중의 어떤이들은 자신들의 구역 근로자들이 공화당 상대를 위하여 적극적으로 권유하도록 했다.
엡턴은 승리를 느꼈다. 거의 밤새 그는 정치적인 존재에서 거대한 백인들의 희망으로 변모하였다. 속임수는 인종을 언급하지 않고 인종적 적대감을 이용하는 데 캠페인을 고안하는 것이었다. 엡턴은 무결성 문제를 붙잡아 되풀이적으로 워싱턴의 과거 법적 문제를 언급하였다.
워싱턴은 확실히 가장 질서정연한 삶을 살지는 못했다. 그는 너무 열심히 일하고, 너무 많이 먹고 약간 잠을 잤다. 그는 오래전 자신의 부인과 이혼하고 친구들은 그의 학사 아파트가 집이라기 보다는 모텔 방에 더욱 가깝다고 설명했다. 냉장고는 보통 비어있었고 옷들은 세탁되지 않았으며 바닥들은 그가 읽었던 책, 잡지와 신문들과 함께 흩어져 있었다. 그의 산만한 공기는 그의 전문적인 인생으로 이월하기도 했다. 일리노이주 대법원은 1970년 워싱턴이 몇몇의 그의 고객들을 위하여 업무를 수행하지 못한 것으로 한해간 법률 면허를 정지시켰다. 미국 국세청은 그가 빚이 505 달러 8 센트였던 사실에 불구하고 그에게 1,000 달러 벌금을 물게 하고 4년간 소득세 신고서를 제출하는 데 실패로 40일 징역 선고를 내렸다.
그러나 많은 보수적 백인 투표인들을 위하여 이 일은 워싱턴을 위하여 투표하지 않을 사회적으로 받아들일 수 있는 충분한 이유였다. "엡턴을 위한 백인들" 버튼들이 도시의 북서부와 남서부에 나타났고 "엡턴 - 너무 늦기 전에"가 공화당 후보의 새로운 슬로건이 되었다. 인종 차별적인 캠페인은 전국적인 관심을 끌고 있었다. 뉴스위크가 "시카고의 추악한 선거"의 타이틀이 달린 커버 스토리와 반박했던 동안 피플 잡지는 "증오가 거리를 활보한다"의 타이틀을 가진 이야기를 운영하였다.
그러고나서 캠페인의 최종 2주에 상황이 바뀌었다. 종려주일에 워싱턴은 1984년 민주당 대통령 선두 주자 월터 먼데일고 함께 북서부 교회를 방문하였다. 화가 난 관중들은 언어적 조롱으로 후보자를 비난하였다. 장면으로부터 사진들이 명확하게 관중들 얼굴에 증오를 기록하여 많은 투표인들을 직접 자신들의 인종 차별에 맞서도록 강요하였다. 추가적으로 워싱턴은 하루에 16시간 동안 캠페인을 벌이기 시작하여 자유적 백인들의 호숫가 선거구와 우세적으로 히스패닉의 이웃들에 전념하였다.
1983년 4월 12일 등록된 투표인들의 기록된 79 퍼센트가 참가하였다 워싱턴은 투표의 51 퍼센츠를 받아 130만 투표의 50,000개보다 적게 의하여 이겼다. 흑인 투표율은 굉장한 85 퍼센트였고 워싱턴은 그들의 투표 용지의 99 퍼센트를 확보하였다. 하지만 그에게 선거에서 승리한 것은 히스패닉 투표의 80 퍼센트 이상을 얻고 있었다. 워싱턴의 승리는 그를 밤새 국민적 인물로 만들이었다. 그는 흑인 투표인 등록에 용기를 주는 데 다른 도시들로 몇몇의 여행을 이루었다. 그는 또한 흑인 청소년들을 위한 역할 모델이 되었다.

## 시의회 전쟁
자신의 취임식에서 워싱턴은 개혁을 약속하여 시카고를 공격하고 있었다는 것을 자신이 말했던 계속되는 폐기물과 민주당 조직의 사기를 공격하였다. 그의 연설은 당의 종신 단체 정치인들의 비난이었고 많은이들은 자신들의 경력들에 대한 두려움이 생기기 시작했다. 브르돌리야크는 21명의 시의회의 친워싱턴 의원들을 반대하는 데 빠르게 28명의 다른 구청장들을 견고한 블록으로 결성하였다. 지속적인 29 대 21의 투표들에 의하여 브르돌리야크 당파는 시의회를 재결성하여 수십년 세월 동안 도시 정부에 원동력이 된 돈과 전력의 전통적인 흐름을 통제한 전체의 강력한 주요 위원회들의 통제에 기계에 충성자들을 놓았다.
그러나 워싱턴은 기계 혹은 그들의 전리품의 몫을 원했던 시의회에 자신의 어떤 흑인 제휴자들과 타협하는 것을 거부하였다. 자신의 제안들이 끊임없는 29 대 21의 투표에 의하여 꺾일 것이고 전체의 브르돌리야크의 대책이 29 대 21을 통과하였어도 기계 당파는 그의 확실한 거부권을 우세할 수 없었다. 도시 저부는 정지 상태에 이르렀다. 지방 전문가들은 그것을 "시의회 전쟁"으로 불렀다. "호수에 베이루트"는 월스트리트 저널이 교착 상태를 그렇게 묘사했던 것이다.
아직도 워싱턴은 어느 정도 개혁 조치를 도시 정부로 도입하는 데 성공하였다. 막대한 예산 적자를 물려받은 그는 700명의 도시 피고용인들을 해고시키고 20 퍼센트에 의하여 자신 소유의 월급을 삭감하였다. 그는 공식적으로 후원자를 고용하고 해고하는 것을 금지하고, 행정령에 의하여 정보의 자유법을 창조하고 도심에만 집중하기 보다 도시를 통하여 경제 개발에 용기를 준 섀크먼 법령에 서명하였다. 공석이 생겼을 때 그는 최고 위치들에 더욱 많은 여성, 흑인과 히스패닉들을 기용하였다. 그는 심지어 새로운 경찰총장이 되는 데 아프리카계 미국인들의 자신의 임명에 시의회의 승인을 얻는 데 성공하였고 타협은 도시 예산에 도달되었다. 시카고는 조금씩 앞으로 나아갔다.
지속적인 시의회 전쟁은 워싱턴에 피해를 주기 시작했다. 그의 성질이 급해지고, 몸무게가 부풀어 올랐으며 그의 건강이 악화되기 시작했다. 그러고나서 1986년 연방 재판관은 번 행정부의 이전 선거구가 위반된 선거권법을 재조정한 것에 판결을 내렸다. 자라나는 흑인과 히스패닉 인구에 불구하고 번의 재조정은 흑인 다수의 선거구들의 수를 19개에서 17개로 줄기고 라티노의 선거구를 위하여 마련하지 않았다. 새로운 경계가 7개의 선거구를 위하여 그려져 전체 브르돌리야크의 29 구역의 통제 아래 있었고 1986년 3월을 위하여 특별 시의회 선거가 명령이 내려졌다.

## 다수결의 법칙
친워싱턴 후보자들은 새로운 2명의 흑인 선거구와 2명의 새로운 라티노 선거구들에 이겨 이제 통점 투표를 할 수 있는 시장과 함께 25 대 25의 시의회 분할을 창조하였다. 새로운 시의회는 윤리 조례, 세입자의 권리 장전과 다른 친소비자 입법을 빠르게 통과시켰다.
제인 번은 1987년 민주당 예비 선거에서 워싱턴을 도전하였다. 다시는 백인 투표를 갈라놓이 않는 목적에 다른 시장 후보들 - 브르돌리야크와 쿡군의 배석 판사 토머스 하인스는 무소속으로서 출마하는 데 제출하였다. 워싱턴은 흑인 투표의 99.6 퍼센트를 포함하여 투표의 54 퍼센트와 함께 당의 홍보를 이겼다.
4월 총선에서 브르돌리야크와 하인스는 둘다 서로 "망친 자"로 부르고 서로 워싱턴의 승리를 방지하는 데 상대방에게 그 일을 그만두도록 촉구하였다. 하인스는 결국적으로 선거가 있기 전에 40시간 동안 철수하였으나 워싱턴은 아직도 투표의 54 퍼센트의 평소 특표율과 함께 이겼다. 자신의 승리 연설에서 그는 자신이 20년 동안 시장일 것을 자랑하였다.
그럴 것이 아니었다. 겨우 자신이 시의회에서 친구적인 연정과 함께 다스릴 준비를 하고 있으면서 워싱턴은 11월 25일 추수감사절이 있기 하루 전에 큰 심근경색으로부터 자신의 책상에 쓰러져 사망하였다. 군의 검시관은 그가 285 파운드로 100 파운드 과체중으로 시장직에 있던 동안 60 파운드로 불었다는 것을 보고하였다.
최대 500,000명의 애도인들이 시청에서 그의 관을 지나갔고 수천명이 더 교회로부터 그가 안장된 오크우즈 묘지로 9 마일의 길을 따라 늘어섰다. 저자 게리 리블린에 의하여 말해진 공개 성명에서 그의 전 대적 브르돌리야크는 "그는 정치적 남성이었다. 그것은 그의 인생이었다. 그는 정말로 개인 생활, 가족 생활이 없었다. 그래서 그가 가진 전부는 정치였다."고 말했다.
워싱턴이 안정되기 전에 마저 도시의 정치인들은 시의회에 의하여 선택될 그의 후임자를 위하여 경쟁하고 있었다. 후보에 동의할 수 없었던 집권 연정은 무너졌다. 그 대신 백인과 흑인 친기계 구청장들은 쉽지 않게 함께 가입하여 전 워싱턴 제휴자이나 강한 친조직 배경과 함께 한 유진 소여에 정착하였다. 화가 난 관중들은 시청을 둘러싸 시의회 방을 막았다. 놀란 소여는 흔들렸으나 결국 항의자들이 미술관으로부터 "엉클 톰 소여"를 낭송하면서 후보 지명을 받아들였다. 워싱턴 시대는 끝났다. 그 시대의 말기와 함께 시카고에서 진보적인 정치적 동맹을 설립하는 전 시장의 노력들에 종말로 왔다. 그리고 큰 비중에서 미국을 통하여 큰 도시들을 향한 문제들을 식별하고 해결하는 데 도움을 될 국가 도시 의사일정을 창조하는 그의 전망은 결코 실현되지 않았다.

## 역대 선거 결과
| 선거명      | 직책명                         | 대수 | 정당   | 득표율 | 득표수      | 결과 | 당락                     |
| ----------- | ------------------------------ | ---- | ------ | ------ | ----------- | ---- | ------------------------ |
| 1964년 선거 | 하원의원 (일리노이 광역선거구) | 74대 | 민주당 | 0.45%  | 2,351,757표 | 24위 | 일리노이 주의원 당선     |
| 1966년 선거 | 하원의원 (일리노이 제26선거구) | 75대 | 민주당 | 44.20% | 55,513표    | 1위  | 일리노이 주의원 당선     |
| 1968년 선거 | 하원의원 (일리노이 제26선거구) | 76대 | 민주당 | 48.29% | 70,204표    | 1위  | 일리노이 주의원 당선     |
| 1970년 선거 | 하원의원 (일리노이 제26선거구) | 77대 | 민주당 | 45.19% | 42,996표    | 2위  | 일리노이 주의원 당선     |
| 1972년 선거 | 하원의원 (일리노이 제26선거구) | 78대 | 민주당 | 37.23% | 49,707표    | 1위  | 일리노이 주의원 당선     |
| 1974년 선거 | 하원의원 (일리노이 제26선거구) | 79대 | 민주당 | 41.40% | 30,557표    | 1위  | 일리노이 주의원 당선     |
| 1976년 선거 | 상원의원 (일리노이 제26부)     | 80대 | 민주당 | 95.18% | 42,365표    | 1위  | 일리노이 주의원 당선     |
| 1978년 선거 | 상원의원 (일리노이 제26부)     | 81대 | 민주당 | 81.43% | 21,291표    | 1위  | 일리노이 주의원 당선     |
| 1980년 선거 | 하원의원 (일리노이 제1선거구)  | 97대 | 민주당 | 95.48% | 119,562표   | 1위  | 일리노이주 하원의원 당선 |
| 1982년 선거 | 하원의원 (일리노이 제1선거구)  | 98대 | 민주당 | 97.28% | 172,641표   | 1위  | 일리노이주 하원의원 당선 |
| 1983년 선거 | 시카고 시장                    | 51대 | 민주당 | 51.72% | 668,176표   | 1위  | 시카고 시장 당선         |
| 1987년 선거 | 시카고 시장                    | 51대 | 민주당 | 53.77% | 600,290표   | 1위  | 시카고 시장 당선         |